# Certification RT
La certification de conformité au règlement technique (RT), également connu sous le nom de certification RT, est un système de certification visant à valider la conformité de marchandises, produits ou services selon des normes techniques propres à la fédération de Russie. Elle constitue une alternative à la certification GOST-R en vigueur en Union soviétique puis en Russie, qui repose en grande partie sur des tests et sur les standards russes dits GOST.
Le concept de « règlements techniques » a été introduit en fédération de Russie afin de remplacer, graduellement, les standards de type GOST.

## Règlements techniques sur le territoire de la fédération de Russie
À présent sur le territoire de la fédération de Russie il y a environ 20 Règlements techniques :
- Sur la sécurité du sang, produits sanguins, produits d'eux, l'équipement pour leur utilisation à la thérapie de transfusion et perfusion;
- Sur la sécurité des matériels et outillages techniques;
- Sur la sécurité des véhicules,
- Sur les exigences à l'essence d'aviation, d'automobile et certains autres combustibles;
- Sur la production de l'industrie du tabac;
- Sur la production des jus et d'autres produits des fruits et des légumes;
- Sur les exigences de sécurité d'incendie;
- Sur des produits de l'huile et de la graisse alimentaire et technique;
- Sur le lait et la production de l'industrie laitière;
- Sur les exigences aux émissions polluantes à l'atmosphère par la technique d'automobile sur le territoire de la fédération de Russie;
- Sur la sécurité des ascenseurs et des équipements des ascenseurs;
- Sur la sécurité des appareils et des dispositifs qui utilisent le combustible gazeux à titre du combustible;
- Sur la sécurité des objets des transports maritimes;
- Sur la sécurité des réseaux de distribution et consommation de gaz;
- Sur la sécurité du transport intérieur fluvial.

Conformément à eux des produits  doivent être certifiés en forme du certificat de conformité au règlement technique et la déclaration de conformité. La procédure de l'évaluation de conformité on effectue dans un des systèmes obligatoires de  certification, qui sont formés par la structure fédérale dans un domaine particulier et qui ont l'enregistrement d'État à Rosstandard, mandaté par le gouvernement exécuter la fonction d'organisme centrale de l'évaluation de conformité dans la fédération de Russie .
Pour régulariser un certificat de conformité au règlement technique il faut de s'adresser à l'organisme de certification qui a le Certificat d'accréditation sur l'évaluation de conformité aux exigences de règlement technique concret. La forme du Certificat de conformité au règlement technique, obtenu dans le système de l'estimation obligatoire de conformité GOST R, se distingue un peu de la forme du certificat GOST R. Mais le certificat RT est délivré sur un formulaire typographique qui a plusieurs niveaux de protection contre la falsification du document.
Le certificat de conformité  RT dans la fédération de Russie est un document officiel autorisant la circulation de production (qui est passible de confirmation obligatoire de l'exécution des 
impératifs de sécurité du Règlement technique) sur le territoire de la fédération de Russie. Si la production est indiquée dans le règlement, sans présence du certificat RT elle ne peut pas être réalisée et être exploitée sur le territoire de la fédération de Russie.
Le certificat de conformité  RT dans la fédération de Russie autorise des producteurs à marquer sa production par le signe de circulation sur le marché. Si la sécurité de production est réglée par quelques Règlements techniques, le signe de marquage de conformité aux exigences des règlements techniques ne peut être appliqué pour la production qu'après établissement tous les certificats obligatoires de conformité RT.

## Certification RT au sein l'Union douanière Russie-Biélorussie-Kazakhstan
Avant février 2012 sur le territoire de la fédération de Russie, il y a eu encore un règlement technique, conformément auquel il fallait régulariser la déclaration ou le certificat RT sur la base de réglementation nationale russe sur la sécurité des composants pyrotechniques et des produits contenant ces composants. Mais selon le programme des règlements techniques prévus pour le développement des lois de l'Union douanière Russie-Biélorussie-Kazakhstan, on met en vigueur le premier règlement technique de l'Union douanière. De plus, l'action du règlement correspondant de la fédération de Russie cesse et les certificats de conformité RT de la fédération de Russie ne sont plus délivrés. La production indiquée dans le règlement de l'Union douanière Russie-Biélorussie-Kazakhstan est passible de l'estimation de  conformité avec l'enregistrement de déclaration ou certificat RT de l'Union douanière Russie-Biélorussie-Kazakhstan.
Le programme de l'élaboration des règlements techniques de l'Union douanière Russie-Biélorussie-Kazakhstan prévoit 47 documents prioritaires, qui vers le début de 2013 doivent remplacer la plupart des règlements techniques agissant sur les territoires de la fédération de Russie. À présent, plus de 20 règlements techniques de l'Union douanière Russie-Biélorussie-Kazakhstan sont déjà acceptés par les décisions correspondantes de la Commission de l'Union douanière. Leur entrée en vigueur est définie par les décisions elles-mêmes.
Au 1er juin 2012, le certificat de conformité au règlement technique de l'Union douanière Russie-Biélorussie-Kazakhstan entrera en vigueur pour la production se rapportant aux moyens de protection individuelle. Au 1er juillet 2012, il faudra régulariser les certificats RT de l'Union douanière Russie-Biélorussie-Kazakhstan conformément aux règlements de l'Union douanière suivants :
- Sur la sécurité de package;
- Sur la sécurité de production cosmétique et de parfumerie;
- Sur la sécurité des jouets;
- Sur la sécurité de production de l'industrie légère;
- Sur la sécurité de production pour les adolescents et les enfants [3].

Les certificats de conformité au règlement technique l'Union douanière Russie-Biélorussie-Kazakhstan se régularisent dans les organismes de certification qui ont l'accréditation dans les systèmes nationaux de l'estimation de conformité et qui sont  inclus dans une liste unique des organismes de certification de l'Union Douanière Russie-Biélorussie-Kazakhstan. La même exigence se rapporte aux laboratoires de certification, car la masse principale des certificats de conformité RT de l'Union Douanière Russie-Biélorussie-Kazakhstan ne peut être régularisée qu'à la base des essais indépendants des modèles de production par un laboratoire spécialisé.
Le certificat de conformité au règlement technique de l'Union Douanière Russie-Biélorussie-Kazakhstan est en vigueur non seulement sur le territoire de la fédération de Russie, mais sur les territoires des États étant des participants de l'Union (Biélorussie et Kazakhstan). Validité d'un certificat particulier de  conformité au règlement technique de l'Union Douanière Russie-Biélorussie-Kazakhstan est définie par le document réglementant lui-même et dépend en grande partie du type de produit, du volume certifié, du candidat, qui présente la demande pour l'estimation de conformité (il peut être le producteur, l'importateur ou le vendeur de production), du schéma de certification, de la présence de certaines documents obligatoire pour l'estimation de conformité et d'autres facteurs .